# 巴哈尼
51°45′37″N 30°51′14″E / 51.76028°N 30.85389°E
巴哈尼（烏克蘭語：Бахани），是烏克蘭北部的村莊，隸屬切爾尼希夫州的切爾尼希夫區。該村始建於1876年，面積0.39平方公里，海拔高度150米，2001年人口89，人口密度每平方公里228.21人。